# Honor i Ojczyzna (czasopismo)
Honor i Ojczyzna – pismo niezależne wydawane w Warszawie.
Nazwa pisma nawiązywała do dewizy Wojska Polskiego z czasów II RP – Honor i Ojczyzna. Pismo stanowiło kontynuację pisma „Reduta” wydawanego w latach 1982–1984. Podobnie jak „Reduta” czasopismo „Honor i Ojczyzna” było skierowane do żołnierzy Wojska Polskiego. Pismo ukazywało się (nieregularnie) w latach 1988-1992. Wsparcia finansowego pismu udzielała początkowo Konfederacja Polski Niepodległej a później Jerzy Giedroyc. Redaktorem pisma był płk Stanisław Dronicz. W piśmie publikowali także: ppłk Marian Rajski, Leszek Moczulski, ks. Stanisław Małkowski oraz (anonimowo) wojskowi różnych stopni i formacji.